# Landau-eloszlás
A Landau-eloszlás egy folytonos valószínűség-eloszlás, melyet Lev Davidovics Landau (1908–1968), szovjet fizikusról neveztek el. Az eloszlásra jellemző, hogy hosszú elnyúlt résszel (farok) rendelkezik, ezért egyes momentumai nem definiáltak, mint például a középérték és a szórásnégyzet. A Landau-eloszlás a stabil eloszlások egy speciális esete.

## Meghatározás
A Landau-eloszlás standard változatának a sűrűségfüggvénye egy komplex integrállal fejezhető ki:
{\displaystyle p(x)={\frac {1}{2\pi i}}\int _{c-i\infty }^{c+i\infty }\!e^{s\ln s+xs}\,ds,}
ahol c egy pozitív valós szám, és a ln az e alapú logaritmust (természetes logaritmus) jelenti. Az eredmény nem változik c változásával. Számítási célból a következő ekvivalens formula használatos:
{\displaystyle p(x)={\frac {1}{\pi }}\int _{0}^{\infty }\!e^{-t\ln t-xt}\sin(\pi t)\,dt.}
Az összes Landau-féle eloszlást megkaphatjuk a normális eloszlás kiterjesztésével a hely-skála típusú eloszlásokkal.
A Landau-eloszlás a stabil eloszlás speciális esete, α=1, és β=1 paraméterekkel.
A karakterisztikus függvény:
{\displaystyle \varphi (t;\mu ,c)=\exp \!{\Big [}\;it\mu -|c\,t|(1+{\tfrac {2i}{\pi }}\ln(|t|){\Big ]}.}
ahol μ és c valós számok, melyek a Landau-eloszlást μ-vel eltolják, és c-vel skálázzák.

## Alkalmazás
Részecskefizikában az energiaveszteség spektruma jól jellemezhető az aszimmetrikus Landau-eloszlással.